# Zacarías Zuza
Zacarías Zuza Brun (Irurozqui, 9 de diciembre de 1896-Bahía Blanca, Argentina, 2 de octubre de 1971) fue un poeta y sacerdote español.

## Biografía
Su madre fue Concepción Brun Garralda y su padre Félix Zuza Eslava. Su hermana Emilia Zuza era maestra.
Tras estudiar en el Seminario de Vitoria y de Burgos, se ordenó sacerdote en 1919. Fue ecónomo en la parroquia de Zabalza y párroco en Adoain. En 1925 se fue a Argentina.
Entre 1949 y 1971 se publican sus poemas en la revista Pregón. En 1991 el Gobierno de Navarra publica una selección de la obra de Zuza, bajo el título Cincuenta Poemas.

## Obras
Entre sus libros encontramos estos títulos:
- Poemas del Buen Amor (Bilbao, 1949).
- Auras (Tandil, 1927)
- Hacia la cumbre o La Gran Señora (1931);
- Rutas azules, San Pedro, Argentina (1942)
- Sendas blancas (Bahía Blanca, 1971).